# Slindon (Staffordshire)
Slindon – wieś w Anglii, w hrabstwie Staffordshire. Leży 3,5 km od miasta Eccleshall, 13,2 km od miasta Stafford i 213,1 km od Londynu. W latach 1870–1872 miejscowość liczyła 135 mieszkańców. Slindon jest wspomniana w Domesday Book (1086) jako Slindone.